# Synagoge Kobersdorf

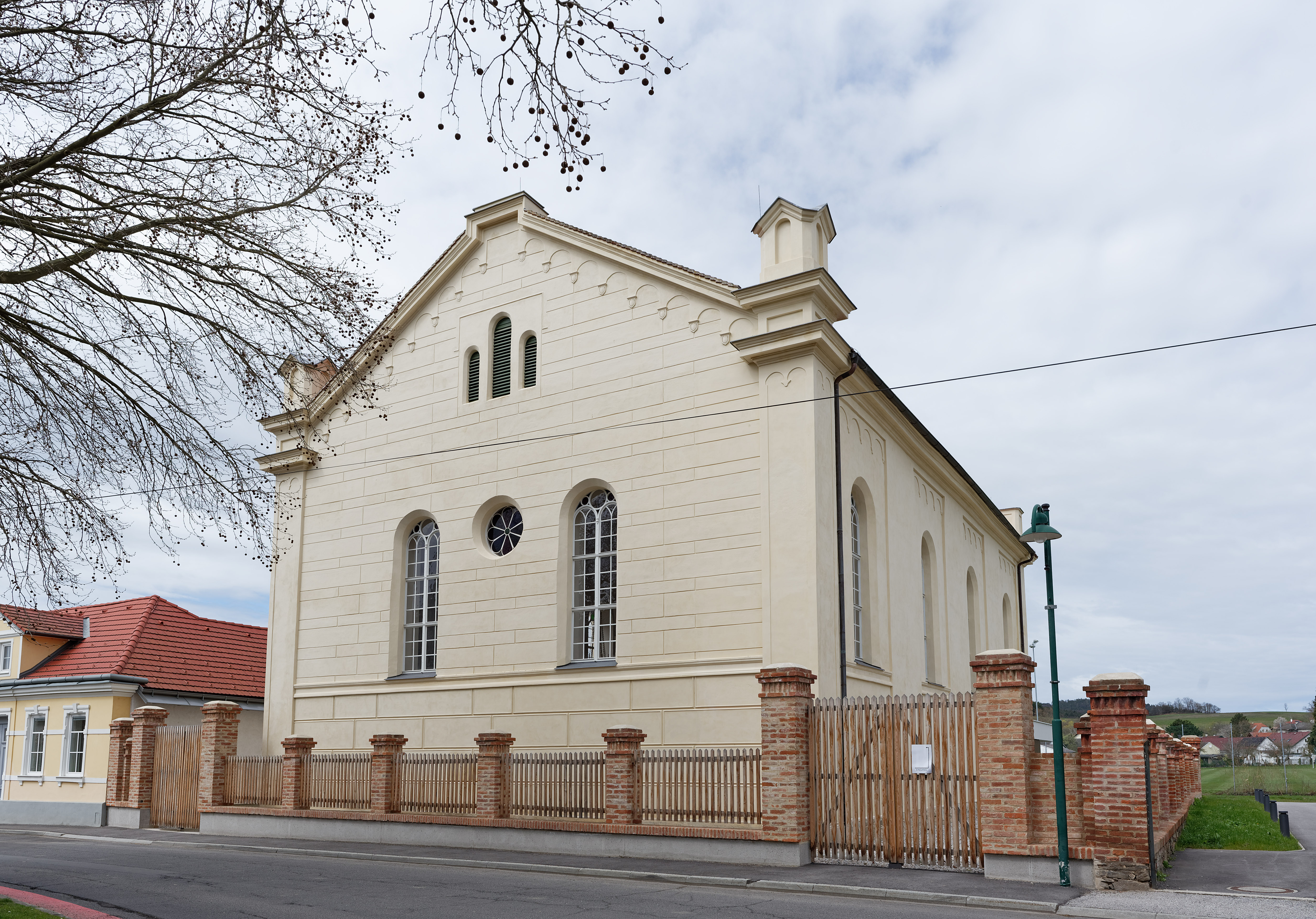
Die ehemalige Synagoge nach der Sanierung im April 2023.

Die Synagoge Kobersdorf ist ein neuromanisches Gebäude in der Marktgemeinde Kobersdorf im Burgenland. Die ehemalige Synagoge bis 1938 wird heute als Kulturzentrum genutzt und steht unter Denkmalschutz.

## Geschichte

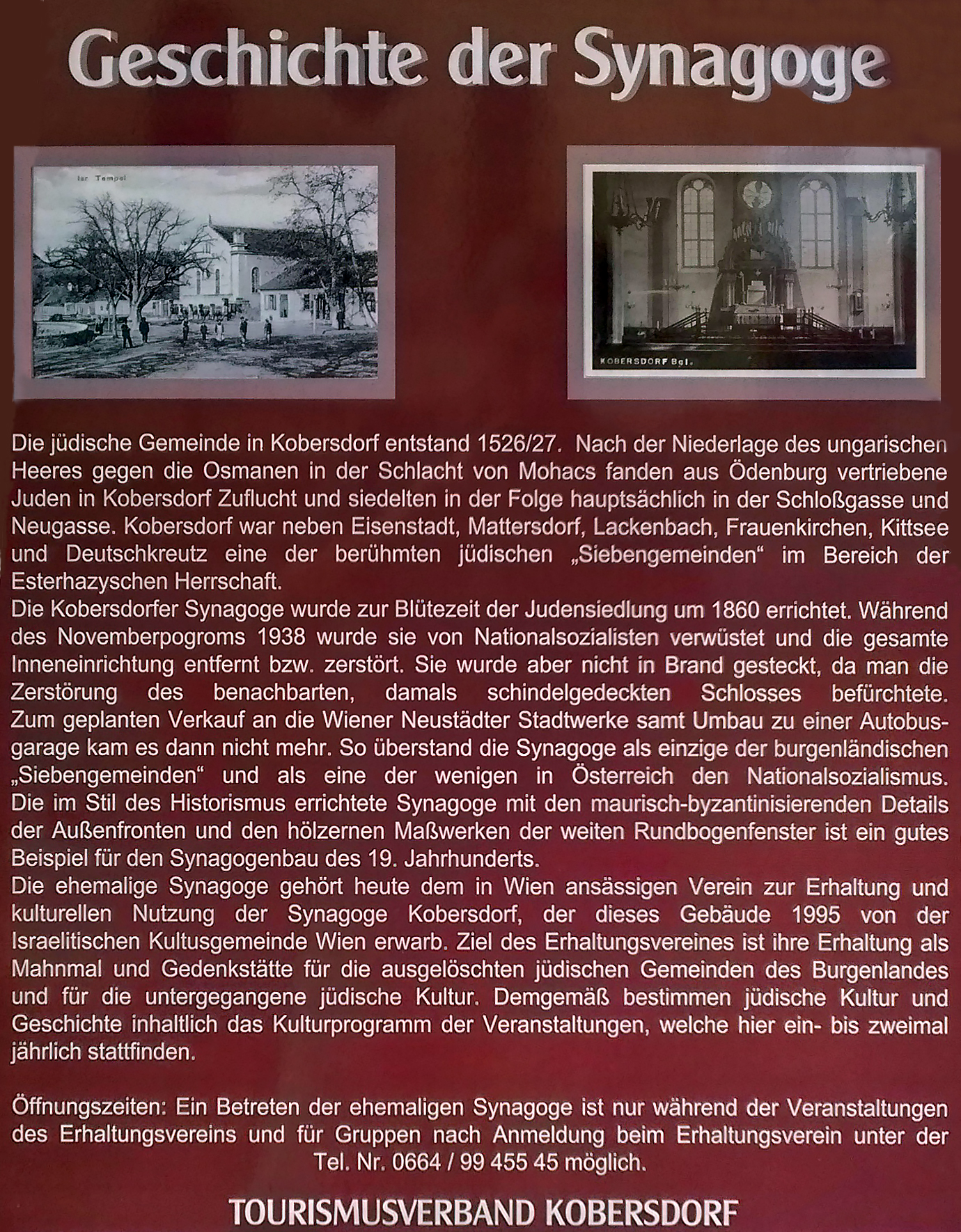
Geschichte (Straßenaushang, Tourismusverband Kobersdorf)

Da der Ort Kobersdorf zu den Siebengemeinden zählte, wurde hier das Judentum schon vor dem Toleranzpatent geduldet. Die Jüdische Gemeinde Kobersdorf errichtete 1860 ihre Synagoge, die am 11. April 1860 zum Pessachfest eingeweiht wurde. 1938, im Zuge vom Anschluss Österreichs an Hitler-Deutschland, wurden die jüdischen Bewohner vertrieben und vernichtet und die Synagoge geplündert. Von der geplanten Sprengung wurde abgesehen und das Gebäude bis 1945 als Turnhalle und Heim der SA genutzt. Nach dem Krieg war die ehemalige Synagoge über Jahrzehnte dem Verfall preisgegeben. Mit einer Restaurierung wurde im Jahre 1976 begonnen. 1995 kaufte ein Verein die Synagoge der Israelitischen Kultusgemeinde Wien ab, um das Gebäude als Kulturzentrum zu nutzen und als Baudenkmal zu erhalten. Eine Rückabwicklungsklage der IKG Wien wurde 2011 abgewiesen.

Im Jahre 2017 wurde in unmittelbarer Nähe der Synagoge ein Mahnmal zum Gedenken an die 219 vertriebenen und ermordeten Kobersdorfer Juden errichtet.

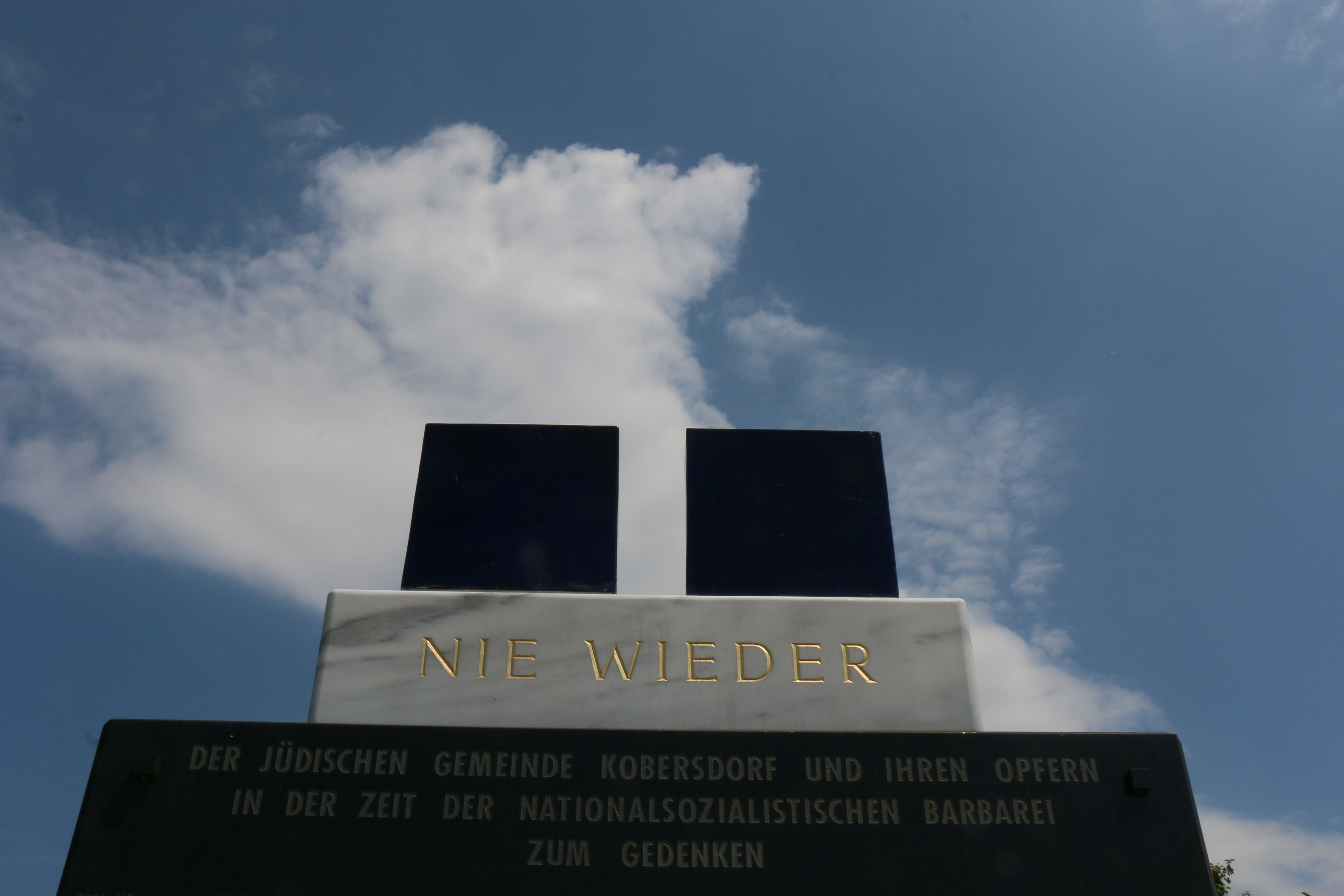
Mahnmal zur Erinnerung an die vertriebene und ermordete jüdische Bevölkerung in Kobersdorf

Im Jahr 2019 kaufte das Land Burgenland die Synagoge und begann nach einer einjährigen Planungsphase im Herbst 2020 mit der Generalsanierung, um die Synagoge als Veranstaltungsstätte und Mahnmal nutzen zu können. Sanierungsziel war die Herstellung des ursprünglichen Zustandes zum Eröffnungszeitpunkt im Jahr 1860. Dazu wurde das Gebäude bautechnisch intensiv untersucht und die zerstörten Luster anhand alter Fotografien rekonstruiert; die Wandfarben und die Fassade entsprechen dem historischen Original. Für den Betrieb als jüdisches Kultur- und Bildungszentrum war der Bau zusätzlicher Nebengebäude notwendig. Am 26. April 2022 wurde die renovierte Synagoge Kobersdorf wiedereröffnet.
Nach der Wiedereröffnung lag die thematische Ausrichtung der Veranstaltungen auf jüdischem Alltagsleben, wie Festen und Essgewohnheiten. Auch die heutige Nutzung von Synagogen als materielles sowie immaterielles Kulturgut wurde beleuchtet. Das Programm bietet auch historische Wanderungen durch das jüdische Kobersdorf an und ist Begegnungs- und Erinnerungsort für Überlebende der Shoa und deren Angehörige. Im Jahr 2022 besuchten die diversen Veranstaltungen fast 5.000 Besucher.
Der Schwerpunkt für das Jahr 2023 lag anlässlich 85 Jahre nach dem Anschluss Österreichs auf der Vertreibung und Ausgrenzung von Juden. Die burgenländische Landesregierung veranstaltete diesbezüglich Workshops für Schulklassen, welche die Synagoge besuchen konnten.
Im Sommer 2023 fand unter dem Titel „Für das Kind“ eine Ausstellung über die Rettung von jüdischen Kindern von Wien nach Großbritannien während den Jahren 1938/1939 statt.

## Architektur

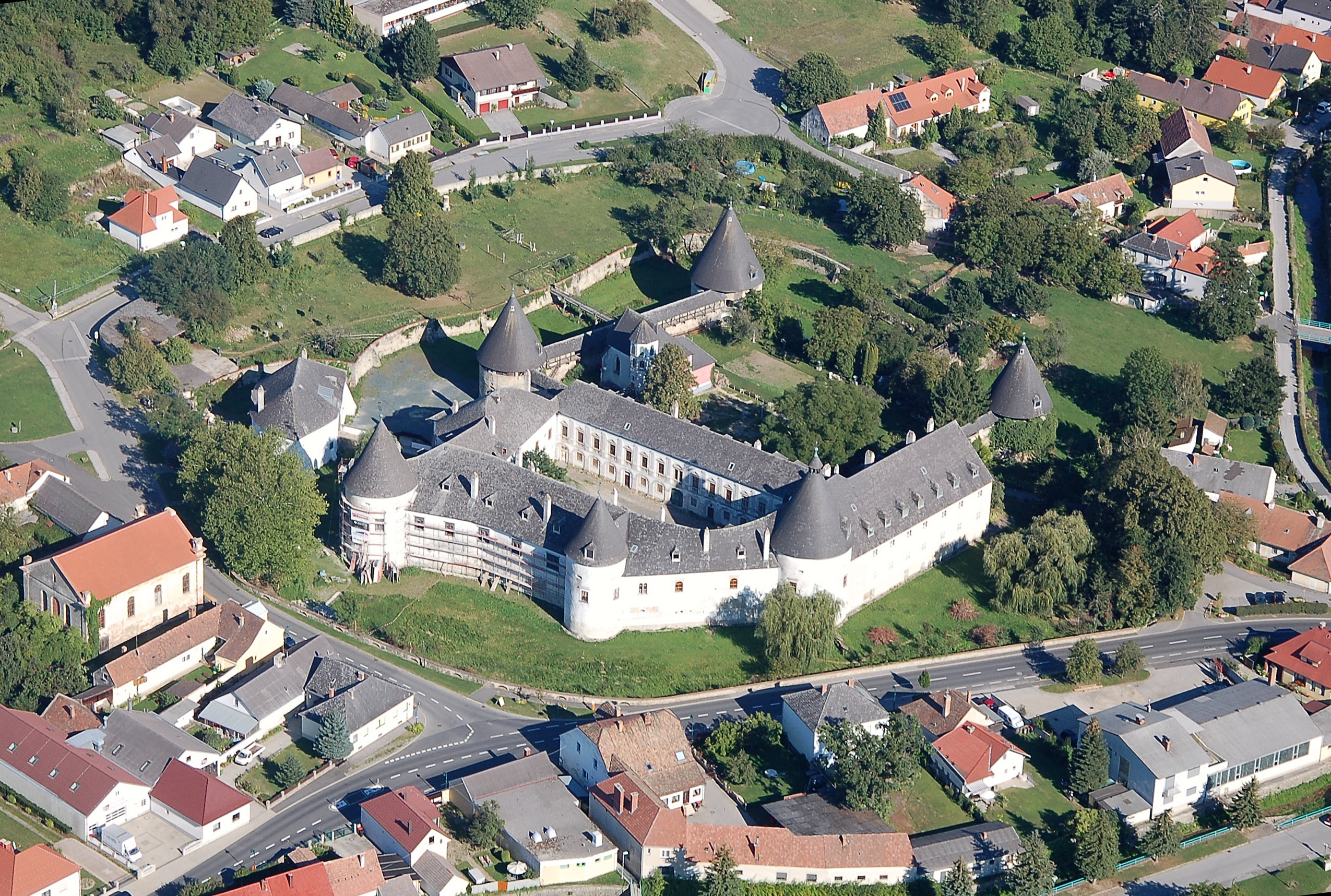
Lage im Bezug zu Schloss Kobersdorf. Die Synagoge liegt am linken Bildrand

Es handelt sich um ein rechteckiges Gebäude in neoromanischen Rundbogenformen mit Giebeldach. Der dreijochige Hauptraum wird durch vier schwere Eckpfeiler gehalten und ist mit sphärischen Gewölbe überwölbt. Der Thoraschrein war ostseitig eingelassen. Die Frauenempore umläuft hufeisenförmig den Hauptraum an drei Seiten und überdeckt westlich auch die Vorräume. Insgesamt ist der Innenraum etwa 200 m² groß und bietet maximal 140 Personen Platz.

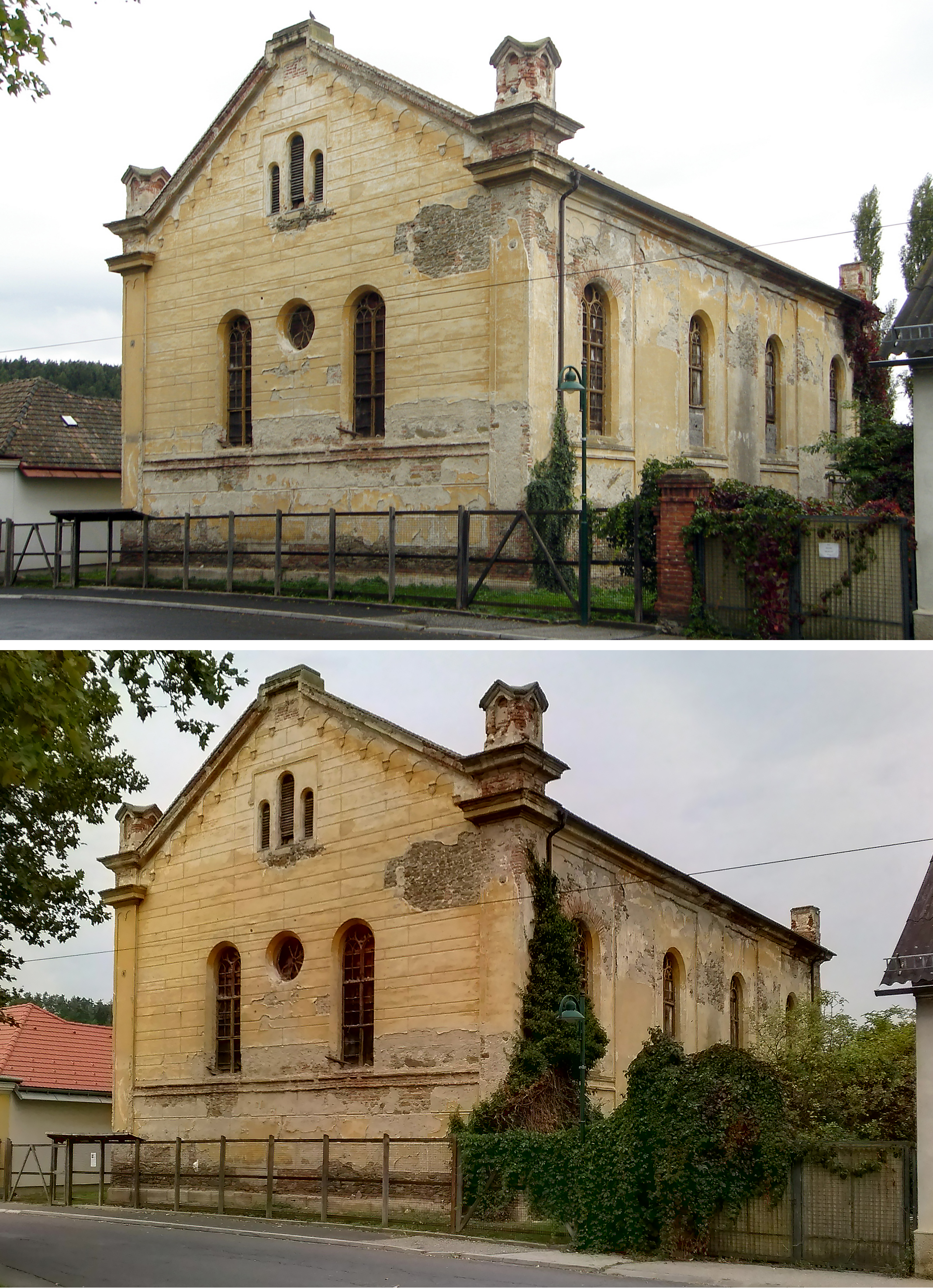
Kobersdorfer Synagoge (oben: 2006, unten: 2016)